# Geocapromys columbianus
Geocapromys columbianus  — вид гризунів підродини хутієвих. Вид відомий по рештках, знайдених на Кубі. Ймовірно був наземним, за аналогією з родом Capromys. Деякі вчені припускають, що цей вид міг співіснувати з інтродукованими видами щурів зі Старого Світу приблизно до 1500 року, тоді як інші вказують на те, що він вимер раніше, в голоцені.